# Biette de Casinel
Biette de Casinel, död 1394, var en fransk adelskvinna. Hon var älskarinna till den senare Karl V av Frankrike och mor till Jean de Montaigu.
Hon var dotter till François Cassinel och gift med adelsmannen och den kungliga sekreteraren Gérard de Montaigu. 
Hon hade ett förhållande med kronprinsen 1360–1364, då han var Frankrikes regent under sin fars frånvaro. Han erkände öppet den son de fick 1363, och som därför kallades "Bâtard de France". Genom detta blev samtidigt Biette erkänd som älskarinna, och hon har därför ibland kallats Frankrikes första officiella mätress. 
Det står klart att hon och hennes familj drog nytta av förbindelsen; hennes bror och söner blev biskopar, och hennes son med Karl blev kunglig sekreterare, politisk rådgivare och en av de mäktigaste i det franska rådet. 